# 4-я пехотная дивизия (Франция)
4-я пехотная дивизия (фр. 4e division d'infanterie) — пехотная дивизия Франции периода наполеоновских войн.

## Подчинение и номер дивизии
- 4-я пехотная дивизия Эльбского обсервационного корпуса (19 апреля 1811 года);
- 4-я пехотная дивизия 1-го армейского корпуса Великой Армии (1 апреля 1812 года);
- 1-я пехотная дивизия 2-го армейского корпуса Великой Армии (12 марта 1813 года).

## Состав дивизии
на июнь 1812 года:
- командир — дивизионный генерал Жозеф Дессе
- начальник штаба — полковник штаба Жак Кутюр
- 1-я бригада (командир — бригадный генерал Жозеф Барбанегр)
  - 33-й полк лёгкой пехоты
- 2-я бригада (командир — бригадный генерал Жан-Парфе Фридерикс)
  - 85-й полк линейной пехоты
- 3-я бригада (командир — бригадный генерал Франсуа Леге)
  - 108-й полк линейной пехоты
  - Гессен-Дармштадский лейб-пехотный полк
    - Всего: 11200 человек, 26 орудий, 965 лошадей[1]

на октябрь 1813 года:
- командир — дивизионный генерал Жан-Луи Дюбретон
- 1-я бригада (командир — бригадный генерал Жак Феррьер)
  - 24-й полк лёгкой пехоты
  - 19-й полк линейной пехоты
- 2-я бригада (командир — бригадный генерал Жан-Антуан Брен)
  - 37-й полк линейной пехоты
  - 56-й полк линейной пехоты
    - Всего:  человек,  батальонов,  орудия[2]

на февраль 1814 года:
- командир — дивизионный генерал Гийом Дюэм
- 1-я бригада (командир — бригадный генерал Луи Юге-Шато)
  - 24-й полк лёгкой пехоты
  - 19-й полк линейной пехоты
- 2-я бригада (командир — бригадный генерал Жан-Батист Кавруа)
  - 37-й полк линейной пехоты
  - 56-й полк линейной пехоты

## Организация дивизии
- штаб дивизии (фр. état-major de la division)
- 33-й полк лёгкой пехоты (фр. 33e régiment d'infanterie légère)

в составе дивизии с 13 февраля 1811 года по март 1811 года
- 57-й полк линейной пехоты (фр. 57e régiment d'infanterie de ligne)

в составе дивизии с 13 февраля 1811 года по 19 апреля 1811 года
- 85-й полк линейной пехоты (фр. 85e régiment d'infanterie de ligne)

в составе дивизии с 13 февраля 1811 года по март 1811 года
- 108-й полк линейной пехоты (фр. 108e régiment d'infanterie de ligne)

в составе дивизии с 13 февраля 1811 года по март 1811 года
- Гессен-Дармштадский лейб-пехотный полк

в составе дивизии в 1812 году
- 24-й полк лёгкой пехоты (фр. 24e régiment d'infanterie légère)

в составе дивизии с 18 марта 1813 года по 12 мая 1814 года
- 19-й полк линейной пехоты (фр. 19e régiment d'infanterie de ligne)

в составе дивизии с 18 марта 1813 года по 12 мая 1814 года
- 37-й полк линейной пехоты (фр. 37e régiment d'infanterie de ligne)

в составе дивизии с 18 марта 1813 года по 12 мая 1814 года
- 56-й полк линейной пехоты (фр. 56e régiment d'infanterie de ligne)

в составе дивизии с 18 марта 1813 года по 12 мая 1814 года
- артиллерия (фр. artillerie de la division)

## Командование дивизии

### Командиры дивизии
- дивизионный генерал Жозеф Дессе (13 февраля 1811 – 7 сентября 1812)
- бригадный (с 23 сентября 1812 - дивизионный) генерал Жан-Парфе Фридерикс (7 сентября 1812 – 12 марта 1813)
- дивизионный генерал Жан-Луи Дюбретон (18 марта 1813 – 17 ноября 1813)
- дивизионный генерал Франсуа-Мари Дюфур (17 ноября 1813 – 5 января 1814)
- бригадный генерал Жан-Батист Жамен (5 января 1814 – 31 января 1814)
- бригадный генерал Луи Юге-Шато (31 января 1814)
- дивизионный генерал Гийом Дюэм (31 января 1814 – 12 мая 1814)

### Начальники штаба дивизии
- полковник штаба Жак Кутюр (25 июня 1812 – 16 января 1813)

### Командиры бригад
- бригадный генерал Жозеф Барбанегр (13 февраля 1811 – январь 1813)
- бригадный генерал Жан-Парфе Фридерикс (13 февраля 1811 – 23 сентября 1812)
- бригадный генерал Франсуа Леге (18 июня 1811 – 16 декабря 1812)
- бригадный генерал Жак Феррьер (20 марта 1813 – 16 октября 1813)
- бригадный генерал Жан-Антуан Брен (20 марта 1813 – 19 октября 1813)
- бригадный генерал Жан-Батист Жамен (7 ноября 1813 – 5 января 1814)
- бригадный генерал Луи Юге-Шато (25 декабря 1813 – 18 февраля 1814)
- бригадный генерал Жан-Батист Кавруа (5 января 1814 – 12 мая 1814)
- полковник (с 25 февраля 1814 - бригадный генерал) Жан-Батист Матер (21 февраля 1814 – 12 мая 1814)